# Rio Grande Valley Vipers 2008-2009
La stagione 2008-09 dei Rio Grande Valley Vipers fu la 2ª nella NBA D-League per la franchigia.
I Rio Grande Valley Vipers arrivarono quarti nella Southwest Division con un record di 21-29, non qualificandosi per i play-off.

## Roster
| N° | Naz.                         | Ruolo | Sportivo          | Anno | Alt. | Peso |
| -- | ---------------------------- | ----- | ----------------- | ---- | ---- | ---- |
| 3  | Stati Uniti (bandiera)       | AC    | Rashid Byrd       | 1981 | 216  | 108  |
| 7  | Stati Uniti (bandiera)       | P     | Keoni Watson      | 1984 | 175  | 72   |
| 10 | Stati Uniti (bandiera)       | P     | Jared Jordan      | 1984 | 188  | 85   |
| 11 | Stati Uniti (bandiera)       | G     | Thomas Sanders    | 1985 | 191  | 86   |
| 13 | Stati Uniti (bandiera)       | C     | Maurice Carter    | 1976 | 196  | 95   |
| 13 | Stati Uniti (bandiera)       | P     | Cliff Clinkscales | 1984 | 185  | 74   |
| 14 | Stati Uniti (bandiera)       | AP    | Delonte Holland   | 1982 | 198  | 102  |
| 14 | Stati Uniti (bandiera)       | A     | Jawad Williams    | 1983 | 206  | 99   |
| 15 | Libia (bandiera)             | AP    | Alpha Bangura     | 1980 | 193  | 98   |
| 17 | Stati Uniti (bandiera)       | G     | Smush Parker      | 1981 | 193  | 86   |
| 18 | Stati Uniti (bandiera)       | A     | Ernest Scott      | 1982 | 201  | 102  |
| 21 | Stati Uniti (bandiera)       | C     | Kendall Dartez    | 1980 | 208  | 102  |
| 21 | Germania (bandiera)          | A     | Julian Sensley    | 1982 | 206  | 102  |
| 22 | Stati Uniti (bandiera)       | P     | Craig Winder      | 1984 | 184  | 86   |
| 23 | Stati Uniti (bandiera)       | A     | Stanley Asumnu    | 1982 | 196  | 99   |
| 24 | Stati Uniti (bandiera)       | G     | Quin Humphrey     | 1984 | 193  | 93   |
| 32 | Stati Uniti (bandiera)       | A     | Joey Dorsey       | 1983 | 203  | 122  |
| 33 | Stati Uniti (bandiera)       | AP    | Trent Strickland  | 1984 | 196  | 97   |
| 34 | Stati Uniti (bandiera)       | A     | Marcus Hubbard    | 1983 | 206  | 194  |
| 42 | Stati Uniti (bandiera)       | A     | Alton Ford        | 1981 | 206  | 125  |
| 50 | Antigua e Barbuda (bandiera) | AG    | Kurt Looby        | 1984 | 208  | 104  |
|    | Stati Uniti (bandiera)       | G     | Jeff Trepagnier   | 1979 | 193  | 91   |

## Staff tecnico
- Allenatore: Clay Moser
- Vice-allenatore: Robert Pack
- Preparatore atletico: Joe Resendez